# Zangchuan Fojiao gaoseng zhuanlüe
Zangchuan Fojiao gaoseng zhuanlüe (chinesisch 藏传佛教高僧传略, Pinyin Zàngchuán Fójiào gāosēng zhuànlüè; Kurzbiographien bedeutender Mönche des tibetischen Buddhismus) ist ein im Verlag Qinghai renmin chubanshe 青海人民出版社 2007 in Xining erschienenes Buch von Lake Yixi Duojie 拉科•益西多杰. Diese Sammlung stellt die Lebensgeschichten von mehr als 200 berühmten, erfolgreichen und Beiträge leistenden tibetischen Mönchen vor.
Der Verfasser, dessen richtiger Name Yang Guiming 杨贵明 lautet, ist ein Tibeter aus dem Kreis Huangzhong, Provinz Qinghai. Er schloss 1974 sein Studium der tibetischen Sprache am Institut für Nationalitäten in Qinghai, Abteilung für Minderheitensprachen ab.
Das Werk ist ein häufig herangezogenes Referenzwerk der Tibetologie. Es gilt als eine der ersten auf Chinesisch verfassten modernen Biographiesammlungen von Mönchen im Bereich des tibetischen Buddhismus und gilt daher als wichtiger Beitrag in Bezug auf die Kommunikation der chinesischen und tibetischen buddhistischen Kultur.
Bao Lei und Yang Weizhong listen das Werk in ihrem Artikel Geschichte von hundert Jahren der chinesischen Buddhismuskunde zusammen mit dem chinesischen biographischen Werk Zhongguo Zangchuan Fojiao ming seng lu von Tang Jingfu 唐景福 auf.

## Inhalt
Die folgende Inhaltsübersicht zu den enthaltenen Persönlichkeiten liefert die Angaben: Pinyin/Chinesisch, Name (Umschrift nach Wylie), Lebensdaten, Schule (bzw. weitere Informationen).
|      | Pinyin / Chinesisch                                                       | Tibetisch in deutscher Schreibung | Umschrift nach Wylie                                      | Lebensdaten                   | Schule u. a. |
| ---- | ------------------------------------------------------------------------- | --- | --------------------------------------------------------- | ----------------------------- | --- |
| 1.   | Sangxi 桑希                                                               | Sangshi | (sang shi)                                                | 8. Jahrhundert                | Frühere Verbreitung der Lehre (bstan pa snga dar; Qianhongqi 前弘期), früher Übersetzer buddhistischer Schriften                                                                |
| 2.   | Ba Sainang 巴•赛囊                                                        | Ba Salnang | (sba gsal snang)                                          | 8. Jahrhundert                | Frühere Verbreitung der Lehre, einer der Sieben Auserwählten (sad mi mi bdun), der ersten sieben Mönche in Tibet                                                                |
| 3.   | Baguo Bainuozana 巴果•白诺杂那                                            | Vairocana aus Pagor | (pa gor bai ro tsa na)                                    | 8. Jahrhundert                | Frühere Verbreitung der Lehre, früher Meister des tantrischen Buddhismus |
| 4.   | Lalong Beiji Duojie 拉隆•贝吉多杰                                         | Lhalung Pelgyi Dorje | (lha lung pal kyi rdo rje)                                | 9. Jahrhundert                | Frühere Verbreitung der Lehre, tötete den letzten tibetischen König Lang Darma                                                                                                  |
| 5.   | Guo Facheng 郭•法成                                                       | Go Chödrub (Dharmasiddhi) | ('gos chos 'grub)                                         | 9. Jahrhundert; gest. 865     | Frühere Verbreitung der Lehre, tibetischer Übersetzer buddhistischer Schriften                                                                                                  |
| 6.   | Xizang san xianzhe 西藏三贤哲                                             | Drei Weise aus Tibet | (bod kyi mkhas pa mi gsum)                                | 9. Jahrhundert                | Spätere Verbreitung der Lehre (bstan pa phyi dar; Houhongqi 后弘期), drei nach Amdo entkommene tibetische Mönche                                                                |
| 7.   | Laqin Gongba Raosai 喇钦•贡巴饶赛                                         | Lachen Gongpa Rabsel | (bla chen dgongs pa rab gsal)                             | (892–975 oder 952–1035)       | Spätere Verbreitung der Lehre |
| 8.   | Lumei Cichen Xirao 鲁梅•慈臣喜饶                                          | Lume Tshülthrim Sherab | (blu mes tshul khrims shes rab)                           |                               | Spätere Verbreitung der Lehre, Wiederbeleber des Buddhismus |
| 9.   | Renqin Sangbo 仁钦桑波                                                    | Rinchen Sangpo | (rin chen bzang po)                                       | (958–1055)                    | Spätere Verbreitung der Lehre, großer Übersetzer buddhistischer Schriften |
| 10.  | Zhuomi Shijia Yixi 卓弥•释迦益希                                          | Drogmi Shakya Yeshe | ('brog mi Shakya ye shes)                                 | (993–1074)                    | Spätere Verbreitung der Lehre, tibetischer Übersetzer |
| 11.  | Kun Puwa Queji Jiebo 昆普瓦•却吉杰波                                      | Khön Phupa Chökyi Gyelpo | ('khon phu ba chos kyi rgyal po)                          | (1069–1144)                   | Spätere Verbreitung der Lehre, jüngerer Bruder von Machig Shama (Ma gcig Zha ma, 1062–1149), berühmter Meister des tantrischen Buddhismus                                       |
| 12.  | Lianhuasheng dashi 莲花生大师                                             | Padmasambhava (Guru Rinpoche) | (pad ma 'byung gnas)                                      |                               | Nyingma-Schule, Begründer der tantrischen Nyingma-Tradition |
| 13.  | Kazhuo Yixi Cuojie 喀卓•益西措杰                                          | Khandro Yeshe Tshogyel | (mkha' 'gro ye shes mtsho rgyal)                          |                               | Nyingma-Schule, bedeutende tibetische Nonne |
| 14.  | Nie Zhanagumala 涅•扎那古玛拉                                             | Nyag Jnanakumara | (gnyag jna na ku ma ra)                                   |                               | Nyingma-Schule, Alter tantrischer Buddhismus der Nyingma-Tradition |
| 15.  | Nu Sangjie Yixi 努•桑杰益西                                               | Nub Sanggye Yeshe | (gnubs sangs rgyas ye shes)                               |                               | Nyingma-Schule, Alter tantrischer Buddhismus der Nyingma-Tradition |
| 16.  | Da Sur Shijia Jiongnai 大索尔•释迦琼乃                                    | Surpoche Shakya Chungne | (zur po che shAkya 'byung gnas)                           | (1002–1062)                   | Nyingma-Schule, Alter tantrischer Buddhismus der Nyingma-Tradition, einer der Drei Surs (der „Große Sur“)                                                                       |
| 17.  | Xiao Sur Xirao Zhaba 小索尔•喜饶札巴                                      | Surchung Sherab Dragpa | (zur chung shes rab 'grags pa)                            | (1014–1074)                   | Nyingma-Schule, Nyingma-Meister, einer der Drei Surs (der „Kleine Sur“) |
| 18.  | Zhuopuba Shijia Sengge 卓普巴•释迦僧格                                    | Drophugpa Shakya Sengge | (sgro phug pa sha kya seng ge)                            | (1074–1134)                   | Nyingma-Schule, Nyingma-Meister, einer der Drei Surs |
| 19.  | Rongsongba Queji Sangbo 绒松巴•却吉桑波                                   | Rongsompa Chökyi Sangpo | (rong zom pa chos kyi bzang po)                           | (1012–1088)                   | Nyingma-Schule, Nyingmapa Pandita |
| 20.  | Xiubo Duzi 修波度孜                                                       | Shigpo Düdtsi | (zhig po bdud rtsi)                                       | (1149–1199)                   | Nyingma-Schule |
| 21.  | Niang Nima Wose 娘•尼玛沃色                                               | Nyang Nyima Öser | (nyang nyi ma 'od zer)                                    | (1124–1192)                   | Nyingma-Schule, Meister der Früheren Schätze; vgl. Guru Chökyi Wangchug |
| 22.  | Guru Queji Wangxiu 古如•却吉旺秀                                          | Guru Chökyi Wangchug | (gu ru chos kyi dbang phyug)                              | (1212–1273)                   | Nyingma-Schule, Meister der Späteren Schätze; vgl. Nyang Nyima Öser |
| 23.  | Ga Danba Dexi 嘎•丹巴德西                                                 | Kadampa Desheg | (ka dam pa bde gshegs)                                    | (1122–1192)                   | Nyingma-Schule, Gründer des Kathog-Klosters |
| 24.  | Gumalaruoza 古麻拉若杂                                                    | Kumaraja | (ku ma ra dza)                                            | (1266–1343)                   | Nyingma-Schule |
| 24.  | Longqin Raojiangba Cichen Luozhe 隆钦饶绛巴•次臣罗哲                      | Longchen Rabjampa Tshülthrim Lodrö | (klong chen rab 'byams pa tshul khrims blo gros)          | (1308–1363)                   | Nyingma-Schule |
| 25.  | Ali Banqin Baina Wangjia 阿里班钦•白玛旺嘉                                | Ngari Penchen Pema Wanggyel | (mnga' ris pan chen padma dbang rgyal)                    | (1487–1542)                   | Nyingma-Schule, Asket und Yoga-Meister |
| 26.  | Baima Renzeng 白玛仁增                                                    | Pema Rigdzin | (padma rig 'dzin)                                         | (1625–1697)                   | Nyingma-Schule, 1. Dzogchen Rinpoche, Gründer des Dzogchen-Klosters in Garzê (Sichuan)                                                                                          |
| 27.  | Deda Linba Renzeng Jumei Duojie 德达林巴•仁增居美多杰                     | Terdag Lingpa Rigdzin Gyurme Dorje | (gter bdag gling pa rig 'dzin 'gyur med rdo rje)          | (1646–1714)                   | Nyingma-Schule, Gründer des Klosters Mindrölling (1676) |
| 28.  | Renzeng Gengsang Xirao 仁增耿桑喜饶                                       | Rigdzin Künsang Sherab | (rig 'dzin kun bzang shes rab)                            | (1636–1699)                   | Nyingma-Schule, 1. Thronhalter des Pelyül-Klosters (1675) in Sichuan |
| 29.  | Qinze Wose Jinmei Lingba 钦则沃色•晋美岭巴                                | Khyentse Öser Jigme Lingpa | (mkhyen brtse 'od zer 'jigs med gling pa)                 | (1729 (oder 1730)-1798)       | Nyingma-Schule |
| 30.  | Xiagaba Cuozhou Rangzhuo 夏嘎巴•措周让卓                                  | Shabkar Tshogdrug Rangdröl | (zhabs dkar tshogs drug rang grol)                        | (1781–1851)                   | Nyingma-Schule, tibetischer Yogin in Amdo |
| 31.  | Longqin Queyang Daodan Duojie 隆钦•却央道丹多杰                           | Longchen Chöying Tobden Dorje | (klong chen chos dbying stobs ldan rdo rje)               |                               | Nyingma-Schule |
| 32.  | Bazhu Jimei Queji Wangbu 巴珠•吉美却吉旺布                                | Peltrül Jigme Chökyi Wangpo | (dpal sprul 'jigs med chos kyi dbang po)                  | (1808–1887)                   | Nyingma-Schule, Peltrül Rinpoche |
| 33.  | Jiayang Chenze Wangbo 嘉央钦泽旺波                                        | Jamyang Khyentse Wangpo | (’jam dbyangs mkhyen brtse’i dbang po)                    | (1820–1892)                   | Nyingma-Schule |
| 34.  | Ju Mipan Jiangyang Nanjie Jiacuo 居•弥潘•绛央南杰嘉措                     | Ju Mipham Jamyang Namgyel Gyatsho | ('ju mi pham rnam rgyal rgya mtsho)                       | (1846–1912)                   | Nyingma-Schule |
| 35.  | Gulangcang Wujian Jiuzhe Queyang Duojie 古浪仓•邬坚久哲却央多杰           | Gurong Tshang Orgyen Jigdrel Chöying Dorje | (dgu rong tshang o rgyan 'jigs bral chos dbyings rdo rje) | (1875–1932)                   | Nyingma-Schule, 3. Gurong Tshang Rinpoche |
| 36.  | Gedun Qunpei 格敦群培                                                     | Gendün Chöphel | (dge 'dun chos 'phel)                                     | (1903 oder 1905–1951)         | Nyingma-Schule, Verfasser der Weißen Annalen |
| 37.  | Zunzhe Adixia dashi 尊者阿底峡大师                                        | Atisha | (atisha)                                                  | (980–1054)                    | Kadam-Schule |
| 38.  | Zhong Dunba Jiawa Junnai 仲敦巴•嘉瓦郡乃                                  | Drom Tönpa Gyelwe Chungne | ('brom ston pa rgyal ba'i 'byung gnas)                    |                               | Kadam-Schule |
| 39.  | E Lebei Xirao 俄•勒贝喜饶                                                 | Ngog Legpe Sherab | (rngog legs pa'i shes rab)                                |                               | Kadam-Schule, einer der Vier bzw. Drei großen Schüler Atishas, Gründer des Sangphu-Klosters # siehe auch Ngog Loden Sherab (rngog blo ldan shes rab)                            |
| 40.  | Boduowa Renqin Sai 博多瓦•仁钦赛                                          | Potowa Rinchen Sel | (po to ba rin chen gsal)                                  | (1031–1105)                   | Kadam-Schule, Gadang pai Yidian zhixi 噶当派绎典支系 |
| 41.  | Puqiongwa Xuannu Jianzan 普琼瓦•宣努坚赞                                  | Phuchungwa Shönnu Gyeltshen | (phu chung ba gzhon nu rgyal mtshan)                      | (1031–1106)                   | Kadam-Schule, Gadang pai Jiaojie zhixi 噶当派教诫支系 |
| 42.  | Jin'ewa Cichengba 金厄瓦•次程巴                                           | Chengawa Tshülthrim Bar | (spyan snga tshul khrims 'bar)                            | (1038–1103)                   | Kadam-Schule, Gadang pai Jiaoshou zhixi 噶当派教授支系 |
| 43.  | Langri Tangba Duojie Sengge 朗日唐巴•多杰僧格                             | Langri Thangpa Dorje Sengge | (glang ri thang pa rdo rje seng ge)                       | (1054–1123)                   | Kadam-Schule, Gründer des Langthang-Klosters (glang thang; Langtang si 郎唐寺)                                                                                                  |
| 44.  | E Luodan Xirao 俄•洛丹喜饶                                                | Ngog Loden Sherab | (rngog blo ldan shes rab)                                 | (1059–1109)                   | Kadam-Schule, berühmter Übersetzer |
| 45.  | Ruiwusuoba Yixi Bei 芮邬素巴•益西贝                                       | Neusurpa Yeshe Bar | (sNe'u zur pa Ye shes 'bar)                               | (1042–1118)                   | Kadam-Schule |
| 46.  | Xia'erwa Yundan Zhaba 侠尔瓦•云丹扎巴                                     | Sharawa Yönten Dragpa | (sha ra ba yon tan grags pa)                              | (1070–1141)                   | Kadam-Schule |
| 47.  | Xiayuwa Xunnu Wo 夏域哇•循努沃                                            | Chayülwa Shönnu Ö | (bya yul pa gzhon nu 'od)                                 | (1075–1138)                   | Kadam-Schule, Gründer des Chayül-Klosters (bya yul dgon pa) |
| 48.  | Qiaba Queji Sengge 恰巴•却吉僧格                                          | Chapa Chökyi Sengge | (phya pa chos kyi seng ge)                                | (1109–1169)                   | Kadam-Schule |
| 49.  | Xia Qiekaba Yixi Duojie 夏•切喀巴•益西多杰                                | Chekawa Yeshe Dorje | ('chad ka pa ye shes rdo rje)                             | (1101–1175)                   | Kadam-Schule, Gründer des Cheka-Klosters (Qieka si 切喀寺) |
| 50.  | Dudun Luozhe Zhaba 杜敦•罗哲扎巴                                          | Tumtön Lodrö Dragpa | (gtum ston blo gros grags pa)                             | (1106–1166)                   | Kadam-Schule, Gründer des Klosters Narthang (纳塘寺) |
| 51.  | Luozha Kenqin Nanka Jianzan 洛扎堪钦•南喀坚赞                             | Lhodrag Khenchen Namkha Gyeltshen | (lho brag mkhan chen nam mkha' rgyal mtshan)              | (1326–1401)                   | Kadam-Schule |
| 52.  | Naruoba Jinmei Zhaba 那若巴•晋美札巴                                      | Naropa Jigme Dragpa | (na ro pa 'jig med grags pa)                              | (1016–1100)                   | Kagyü-Schule |
| 53.  | Kezhu Qiongbo Nanjue 克珠•琼波南觉                                        | Khedrub Khyungpo Naljor | (mkhas grub khyung po rnal 'byor)                         | (978/990–1127)                | Kagyü-Schule, Shangpa-Kagyü-Gründer |
| 54.  | Marba Quji Luozhe 玛尔巴•曲吉洛哲                                         | Marpa Chökyi Lodrö | (mar pa chos kyi blo gros)                                | (1012–1097)                   | Kagyü-Schule, Dagpo-Kagyü |
| 55.  | Re Yishi Duojie Zhaba 热译师•多杰扎巴                                     | Ra Lotsawa Dorje Drag | (rwa lo tsā ba rdo rje grags)                             |                               | Kagyü-Schule |
| 56.  | Zhizun Milariba 至尊•米拉日巴                                             | Jetsün Milarepa | (rje btsun mi la ras pa)                                  | (1040–1123)                   | Kagyü-Schule |
| 57.  | Dabo Lajie Suonan Renqing 达波拉杰•索南仁清                               | Sönam Rinchen, der große Arzt von Dagpo alias Gampopa (sgam po pa)                                                                                      | (dwags po lha rje, bsod nams rin chen)                    | (1079–1153)                   | Kagyü-Schule, bedeutender Milarepa-Schüler |
| 58.  | Reqiongba Duojie Zhaba 热琼巴•多杰札巴                                    | Rechungpa Dorje Dragpa | (ras chung pa rdo rje grags pa)                           | (1084–1161)                   | Kagyü-Schule |
| 59.  | Pamozhuba Duojie Jiabo 帕摩竹巴•多杰嘉波                                  | Phagmodrupa Dorje Gyelpo | (phag mo gru pa rdo rje rgyal po)                         | (1110–1170)                   | Kagyü-Schule, Gründer der Phagdru-Kagyü-Schule (Pazhu Gaju pai 帕竹噶举派) |
| 60.  | Zhangyang Guoshi Shijia Jianzan 章阳国师释迦坚赞                          | Jamyang Shakya Gyeltshen | ('jam dbyangs sha kya rgyal mtshan)                       | (1340–1373)                   | Kagyü-Schule |
| 61.  | Zhiqin Tangdong Jiebu 智钦•唐东杰布                                       | Thangtong Gyelpo | (thang stong rgyal po)                                    | (1361–1485)                   | Kagyü-Schule |
| 62.  | Zang Ning Heruga Sangjie Jianzan 藏宁赫汝嘎•桑结坚赞                      | Tsang Nyön Heruka Sanggye Gyeltshen | (gtsang smyon he ru ka sangs rgyas rgyal mtshan)          | (1452–1507)                   | Kagyü-Schule |
| 63.  | Caiba Xiang Zunzhe Zhaba 采巴•祥•尊哲札巴                                 | Tshelpa Shang Tsöndrü Dragpa | (tshal pa zhang brtson 'grus grags pa)                    | (1123–1194)                   | Kagyü-Schule, Schüler von Dagpo Gomtshül (dwags po sgom tshul) und Gründer der Tshelpa-Kagyü-Tradition (Caiba Gaju pai 采巴噶举派)                                              |
| 64.  | Caiba Gengga Duojie 采巴•耿噶多杰                                         | Tshelpa Künga Dorje alias Situ Gewai Lodrö (si tu dge ba'i blo gros)                                                                                    | (tshal pa kun dga' rdo rje)                               | (1309–1364)                   | Kagyü-Schule, Autor der Roten Annalen |
| 65.  | Barongba Dama Wangxiu 巴戎巴•达玛旺秀                                     | Barompa Dharma Wangchug | ('ba' rom pa dharma dbang phyug)                          | (1127–1199 / 1100–?)          | Kagyü-Schule, Gründer der Barom-Kagyü-Schule |
| 66.  | Gamaba Desong Qinba 噶玛巴•德松钦巴                                       | Karmapa Düsum Khyenpa | (karma pa dus gsum mkhyen pa)                             | (1110–1193)                   | Kagyü-Schule, Gründer der Karma-Kagyü-Schule (噶玛噶举派 Gama Gaju pai) |
| 67.  | Gama Baxi Queji Lama 噶玛•拔希却吉喇嘛                                    | Karma Pakshi Chökyi Lama | (kar ma pakshi chos kyi bla ma)                           | (1206–1283)                   | Kagyü-Schule, 2. Karmapa der Karma-Kagyü-Schule (Schwarzmützen) |
| 68.  | Gamaba Rangqiong Duojie 噶玛巴•让琼多杰                                   | Karmapa Rangjung Dorje | (karma pa rang byung rdo rje)                             | (1284–1339)                   | Kagyü-Schule, 3. Karmapa der Karma-Kagyü-Schule (Schwarzmützen) |
| 69.  | Gamaba Ruobai Duojie 噶玛巴•若白多杰                                      | Karmapa Rölpe Dorje | (karma pa rol pa'i rdo rje)                               | (1340–1383)                   | Kagyü-Schule, 4. Karmapa der Karma-Kagyü-Schule (Schwarzmützen) |
| 70.  | Gamaba Deyin Xieba 噶玛巴•德银协巴                                        | Karmapa Deshin Shegpa | (karma pa bde bzhin gshegs pa)                            | (1384–1415)                   | Kagyü-Schule, 5. Karmapa der Karma-Kagyü-Schule (Schwarzmützen) |
| 71.  | Xianlin Banqin Suolang Nanjie 贤林班钦•索朗南杰                           | Chamling Penchen Sönam Namgyel | (byams gling pan chen bsod nams rnam rgyal)               | (1400–1475)                   | Kagyü-Schule, berühmter Pandita des Klosters Champaling (Xianbalin si 贤巴林寺)                                                                                                 |
| 72.  | Zhaba Sengge 札巴僧格                                                     | Dragpa Sengge | (grags pa seng ge)                                        | (1283–1349)                   | Kagyü-Schule, 1. Sharmapa (zhwa dmar pa) der Karma-Kagyü-Schule (Rotmützen) |
| 73.  | Kajue Wangbo 喀觉旺波                                                     | Khachö Wangpo | (mkha' spyod dbang po)                                    | (1350–1405)                   | Kagyü-Schule, 2. Sharmapa (zhwa dmar pa) der Karma-Kagyü-Schule (Rotmützen) |
| 74.  | Quzha Yixi Basang 去扎益西巴桑                                            | Chödrag Yeshe Pelsang | (chos grags ye shes dpal bzang)                           | (1453–1524 oder 1526)         | Kagyü-Schule, 4. Sharmapa (zhwa dmar pa) der Karma-Kagyü-Schule (Rotmützen) |
| 75.  | Hua’e Zula Changwa 华峨•祖拉昌瓦                                          | Pawo Tsuglag Threngwa | (dpa' bo gtsug lag phreng ba)                             | (um 1504 – um 1566)           | Kagyü-Schule, der 2. Pawo Rinpoche |
| 76.  | Situ Queji Junnai 司徒•却吉郡乃                                           | Situ Chökyi Chungne | (si tu chos kyi 'byung gnas)                              | (1699/1700–1774)              | Kagyü-Schule, 8. Situ Rinpoche |
| 77.  | Zhigongba Renqin Bei 枳贡巴•仁钦贝                                        | Drigungpa Rinchen Pel | ('bri gung pa rin chen dpal)                              | (1143–1217)                   | Kagyü-Schule, Schüler von Phagmo Drupa), Gründer des Klosters Drigung Thil ('bri gung thil) im Jahr 1179 und der Drigung-Kagyü-Tradition (Zhigong Gaju pai 枳贡噶举派 u. a.)    |
| 78.  | Dalong Tangba Zhaxi Bei 达隆塘巴•扎西贝                                   | Taglung Thangpa Trashi Pel | (stag lung thang pa bkra shis dpal)                       | (1142–1210)                   | Kagyü-Schule, Gründer der Taglung-Kagyü-Schule und des Klosters Taglung (1180)                                                                                                  |
| 79.  | Redan Gongsang Paba 热丹贡桑帕巴                                          | Rabten Künsang Phagpa | (rab brtan kun bzang 'phags pa)                           | (1389–1442)                   | Kagyü-Schule |
| 80.  | Dalong Zhaxi Huazhe 达隆•札西华哲                                         | Taglung Trashi Peltseg | (stag lung bkra shis dpal brtsegs)                        | (1359–1424)                   | Kagyü-Schule, 9. Thronhalter von Taglung |
| 81.  | Suonan Jianzan 索南坚赞                                                   | Sönam Gyeltshen | (bsod nams rgyal mtshan)                                  | (1386–1434)                   | Kagyü-Schule, Taglung-Kagyü-Schule |
| 82.  | Lingre Baima Duojie 岭热•白玛多杰                                         | Ling Re Pema Dorje | (gLing Ras Padma rDo rje)                                 | (1128–1188)                   | Kagyü-Schule, Phagdru-Kagyü-Schule, Schüler von Phagmo Drupa, Lehrer von Tsangpa Gyare, Gründer der Mittleren Drugpa-Tradition (bar 'brug)                                      |
| 83.  | Zangba Jiare Yixi Duojie 藏巴嘉热•益喜多杰                                | Tsangpa Gyare Yeshe Dorje | (gtsang pa rgya ras ye shes rdo rje)                      | (1161–1211)                   | Kagyü-Schule, Drugpa-Kagyü-Tradition, 1. Gyelwang Drugpa |
| 84.  | Guocangba Gongbo Duojie 郭仓巴•衮波多杰                                   | Götsangpa Gönpo Dorje | (rgod tshang pa mgon po rdo rje)                          | (1189–1258)                   | Kagyü-Schule, Gründer der Oberen Drugpa-Tradition (stod 'brug) |
| 85.  | Luoreba Wangxiu Zunzhe 洛热巴•旺秀尊哲                                    | Lorepa Wangchug Tsöndru | (lo ras pa dbang phyug brtson 'grus)                      | (1187–1250)                   | Kagyü-Schule, Gründer der Unteren Drugpa-Tradition (smad 'brug) |
| 86.  | Wujianba Renqin Bai 邬坚巴•仁钦白                                         | Orgyenpa Rinchen Pel | (o rgyan pa rin chen dpal)                                | (1230–1309)                   | Kagyü-Schule |
| 87.  | Zhuba Gongga Leba 竹巴•贡噶勒巴                                           | Drugpa Künga Legpa | (brug pa kun dga' legs pa)                                | (1455–1529)                   | Kagyü-Schule |
| 88.  | Zhuba Baima Gabu 竹巴•白玛嘎布                                            | Drugpa Pema Karpo | ('brug pa padma dkar po)                                  | (1526–1592)                   | Kagyü-Schule |
| 89.  | Yasang Queji Menlan 雅桑•却吉门兰                                         | Yasang Chökyi Mönlam | (g.ya' bzang chos kyi smon lam)                           | (1169–1233)                   | Kagyü-Schule, das 1206 von ihm erbaute Yasang-Kloster im Kreis Nêdong von Shannan ist das Gründungskloster der Yasang-Kagyü-Tradition                                           |
| 90.  | Chuopu Jiacha Renqin Gong 绰普•贾察仁钦贡                                 | Throphu Gyeltsha Rinchen Gön | (khro phu rgyal tsha rin chen mgon)                       | (1118–1195)                   | Kagyü-Schule, Gründer der Throphu-Kagyü-Tradition (Chuopu Gaju pai 绰普噶举派)                                                                                                  |
| 91.  | Kaqie Banqin Shijia Shili 喀且班钦•释迦室利                               | Kache Panchen Shakya Shri | (kha che pan chen shakya shri)                            | (1127/45?–1225)               | Kagyü-Schule |
| 92.  | Chuopu Cicheng Xirao 绰普•次程喜饶                                        | Throphu Tshülthrim Sherab | (khro phu tshul khrims shes rab)                          | (1173–1225)                   | Kagyü-Schule, Schüler von Kache Panchen, berühmter Übersetzer der Throphu-Kagyü-Tradition                                                                                       |
| 93.  | Gongzhu Yundan Jiacuo 工珠•云丹嘉措                                       | Kongtrül Yönten Gyatsho | (kong sprul yon tan rgya mtsho)                           | (1813–1899)                   | Kagyü-Schule |
| 94.  | Kun Gongque Jiabo 昆•贡却嘉波                                             | Khön Könchog Gyelpo | ('khon dkon mchog rgyal po)                               | (1034–1102)                   | Sakya-Schule (Sajia pai 萨迦派), Gründer des Sakya-Klosters |
| 95.  | Saqin Gengga Ningbo 萨钦•耿噶宁波                                         | Sachen Künga Nyingpo | (sa chen kun dga' snying po)                              | (1092 oder 1111–1158)         | Sakya-Schule, der erste der „Fünf Ehrwürdigen Meister“ |
| 96.  | Suonan Zimo 索南孜摩                                                      | Sönam Tsemo | (bsod nams rtse mo)                                       | (1142–1182)                   | Sakya-Schule, der zweite der „Fünf Ehrwürdigen Meister“ |
| 97.  | Zhaba Jianzan 扎巴坚赞                                                    | Dragpa Gyeltshen | (grags pa rgyal mtshan)                                   | (1147–1216)                   | Sakya-Schule, der dritte der „Fünf Ehrwürdigen Meister“ # 5. Sakya Thridzin (Thronhalter) von 1172–1215; Sohn von Künga Nyingpo                                                 |
| 98.  | Saban Gongga Jianzan 萨班•贡噶坚赞                                        | Sapan Künga Gyeltshen (Sakya Pandita Künga Gyeltshen)                                                                                                   | (sa pan kun dga’ rgyal mtshan)                            | (1182–1251)                   | Sakya-Schule, der vierte der „Fünf Ehrwürdigen Meister“, Thronhalter 1216–1243                                                                                                  |
| 99.  | Basiba Luozhe Jianzan 八思巴•洛哲坚赞                                     | Phagpa Lodrö Gyeltshen | ('phags pa blo gros rgyal mtshan)                         | (1235–1280)                   | Sakya-Schule, der fünfte der „Fünf Ehrwürdigen Meister“ |
| 100. | Ga Ani Danba 嘎•阿尼胆巴                                                  | Ga Anyen Dampa | (sga a gnyan dam pa)                                      | (1230–1303)                   | Sakya-Schule, gründete 1268 das Kelsang-Kloster (bskal bzang dgon; Gacang si 尕藏寺) in Chidu, Qinghai                                                                          |
| 101. | Xiarba Jiayang Renqing Jianzan 夏尔巴•嘉央仁清坚赞                        | Sharpa Jamyang Rinchen Gyeltshen | (shar pa 'jam dbyangs rin chen rgyal mtshan)              | 1257 oder 1258–1305 oder 1306 | Sakya-Schule |
| 102. | Xina Kanbu Xirao Yixi 西纳堪布•喜饶益西                                   | Sina Khenpo Sherab Yeshe | (zi na mkhan po shes rab ye shes)                         | 13. Jh.                       | Sakya-Schule, berühmter Lama |
| 103. | Laqin Gengga Luozhe Jianzan 喇钦耿嘎•罗哲坚赞                             | Lachen Künga Lodrö Gyeltshen | (bla chen kun dga' blo gros rgyal tshan)                  | (1299–1327)                   | Sakya-Schule |
| 104. | Suonan Jianzan 索南坚赞                                                   | Sönam Gyeltshen | (bsod nams rgyal mtshan)                                  | (1312–1375)                   | Sakya-Schule |
| 105. | Gongga Zhaxi Jianzan 贡嘎扎西坚赞                                         | Künga Trashi Gyeltshen | (kun dga' bkra shis rgyal mtshan)                         | (1349–1425)                   | Sakya-Schule |
| 106. | Rendawa Xunnu Luozhe 仁达哇•循努洛哲                                      | Rendawa Shönnu Lodrö | (red mda' pa gzhon nu blo gros)                           | (1349–1412)                   | Sakya-Schule |
| 107. | Yachu Sangjie Bai 雅楚•桑杰白                                             | Yagtön Sanggye Pel | (g.yag ston sangs rgyas dpal)                             | (ca. 1348/50?–1414)           | Sakya-Schule |
| 108. | Jiase Tuomei Sangbu 嘉色•陀美桑布                                         | Gyelse Thogme Sangpo | (rgyal sras thogs med bzang po)                           | (1295–1369)                   | Sakya-Schule |
| 109. | Rongdun Shijia Jianzan 绒敦•释迦坚赞                                      | Rongtön Shakya Gyeltshen | (rong ston shākya rgyal mtshan)                           | (1367–1449)                   | Sakya-Schule |
| 110. | Erjin Gongga Sangbo 俄尔钦•贡嘎桑波                                       | Ngorchen Künga Sangpo | (ngor chen kun dga' bzang po)                             | (1382–1456/7)                 | Sakya-Schule, Gründer des Ngor-Klosters |
| 111. | Queji Sangbo 却吉桑波                                                     | Chökyi Sangpo | (chos kyi bzang po)                                       |                               | Sakya-Schule, Gründer des Chökyi-Klosters von Ngawa (Aba Queji si 阿坝却吉寺)                                                                                                   |
| 112. | Xianqin Ranjiangba Sangjie Pei 贤钦然绛巴•桑杰佩                          | Chamchen Rabjampa Sanggye Phel | (byams chen rab 'byams pa sangs rgyas 'phel)              | (1412–1485)                   | Sakya-Schule |
| 113. | Banqin Shijia Quedan 班钦•释迦却丹                                        | Penchen Sakya Chogden | (pan chen sa kya mchog ldan)                              | (1428–1507)                   | Sakya-Schule |
| 114. | Banqin Benchou Songba 班钦•本俦松巴                                       | Penchen Bumtrak Sumpa | (pan chen 'bum phrag gsum pa)                             | (1433–1504)                   | Sakya-Schule |
| 115. | Pa Danba Sangjie 帕•丹巴桑杰                                              | Pha Dampa Sanggye | (pha dam pa sangs rgyas)                                  | (-1117)                       | Shiche-Schule (Xijie pai 息结派) |
| 116. | Maji Lazhen 玛吉拉珍                                                      | Macig Labdrön | (ma gcig lab sgron)                                       |                               | Shiche-Schule |
| 117. | Ma Queji Xirao 玛·却吉喜饶                                                | Ma Chökyi Sherab | (rma chos kyi shes rab)                                   | (1055–?)                      | Shiche-Schule |
| 118. | Suoqiong Gedunba 索琼•格敦巴                                              | Sochung Gedünbar | (so chung dge 'dun 'bar)                                  | (1062–1128)                   | Shiche-Schule |
| 119. | Mawei Sengge 玛维僧格                                                     | Mawe Sengge | (smra ba'i seng ge)                                       | (1186–1247)                   | Shiche-Schule |
| 120. | Ruo Xirao E 若•喜饶峨                                                     | Rog Sherab Ö | (rog shes rab 'od)                                        | (1166–1244)                   | Shiche-Schule |
| 121. | Yumo Moujue Duojie 宇摩•牟觉多杰                                          | Yumo Mikyö Dorje | (yu mo mi bskyod rdo rje)                                 |                               | Jonang-Schule (Juenang pai 觉囊派) |
| 122. | Gengbang Tujie Zongzhe 耿邦•图杰宗哲                                      | Künpang Thugje Tsöndrü | (kun spangs thugs rje brtson 'grus)                       | (1243–1313)                   | Jonang-Schule, Gründer des Jonang-Klosters |
| 123. | Gongqin Dububa Xirao Jianzan 贡钦笃布巴•喜饶坚赞                          | Künkhyen Dölpopa Sherab Gyeltshen | (kun mkhyen dol po pa shes rab rgyal mtshan)              | (1292–1361)                   | Jonang-Schule |
| 124. | Sasang Made Banqin 萨桑•玛德班钦                                          | Sasang Mati Penchen | (sa bzang mati pan chen)                                  | (1294–1376)                   | Jonang-Schule, bedeutender Pandita |
| 125. | Juenang Qiaolie Nanjie 觉囊•乔列南杰                                      | Jonang Chogle Namgyel | (jo nang phyogs las rnam rgyal)                           | (1306–1386)                   | Jonang-Schule (siehe auch Bodong Chogle Namgyel (1376–1451)) |
| 126. | Duoluonata 多罗那他                                                       | Taranatha | (tA ra nA tha)                                            | (1575–1634/5)                 | Jonang-Schule |
| 127. | Zhong Gayuwa Renqin Bei 仲•噶玉哇•仁钦贝                                  | Drung Kashiwa Rinchen Pel | (drung dka' bzhi ba rin chen dpal)                        | (1350–1435)                   | Jonang-Schule, Gründer des Klosters Chöje Gön (chos rje dgon) in Dzamthang (Ngawa)                                                                                              |
| 128. | Awang Danzeng Nanjie 阿旺丹增南杰                                         | Ngawang Tendzin Namgyel | (ngag dbang bstan 'dzin rnam rgyal)                       | 1691–1738                     | Jonang-Schule, Gründer des Klosters Akyong Yarthang (a skyong yar thang dgon), Kreis Baima (Padma), Golog                                                                       |
| 129. | Jiezun Xirao Junnai 杰尊•喜饶郡乃                                         | Cetsün Sherab Chungne | (lce btsun shes rab 'byung gnas)                          | (11. Jh.)                     | Shalu-Schule (Xialu pai 夏鲁派), Gründer des Klosters Shalu (1040) |
| 130. | Budun Renqin Zhu 布敦•仁钦朱                                              | Butön Rinchen Drub | (bu ston rin chen grub)                                   | (1290–1364)                   | Shalu-Schule |
| 131. | Xialu Qujun Sangbo 夏鲁•曲郡桑波                                          | Shalu Chökyong Sangpo | (zha lu chos skyong bzang po)                             | 1441–1528 (?)                 | Shalu-Schule |
| 132. | Guozhaba Suonan Jianzan 果札巴•索南坚赞                                   | Godragpa Sönam Gyeltshen | (ko brag pa bsod nams rgyal mtshan)                       | (1182–1261)                   | Godrag-Schule (Guozha pai 果札派), Gründer des Godrag-Kloster, des Stammklosters der Schule am Nyang Qu (Nyangchu) in Gyangzê (Gyantse)                                         |
| 133. | Podong Banqin Xuelie Nanjia 珀东班钦•雪列南嘉                             | Bodong Penchen Chogle Namgyel | (bo dong paN chen phyogs las rnam rgyal)                  | (1376–1451)                   | Bodong-Schule (Podong xuepai 珀东学派) |
| 134. | Fawang Duanzhi Renqin 法王端智仁钦                                        | Chöje Döndrub Rinchen | (chos rje don grub rin chen)                              | (1309–1385)                   | Gelug-Schule (Gelu pai 格鲁派), erster Lehrer von Tsongkhapa, gründete 1349 das Chakyung-Kloster                                                                                |
| 135. | Zongkaba Luosang Zhaba 宗喀巴•罗桑扎巴                                    | Tsongkhapa Lobsang Dragpa | (tsong kha pa blo bzang grags pa)                         | (1357–1419)                   | Gelug-Schule, geboren in Tsongkha |
| 136. | Jiacha Jie Dama Rinchen 嘉察杰•达玛仁钦                                   | Gyeltshab Je Dharma Rinchen | (rgyal tshab rje dar ma rin chen)                         | (1364–1432)                   | Gelug-Schule |
| 137. | Gedun Zhuba 格敦朱巴                                                      | Gendün Drubpa | (dGe 'dun grub pa)                                        | (1391–1475)                   | Gelug-Schule, 1. Dalai Lama |
| 138. | Gedun Jiacuo 格敦嘉措                                                     | Gendün Gyatsho | (dge ‘dun rgya mtsho)                                     | (1475–1542)                   | Gelug-Schule, 2. Dalai Lama |
| 139. | Suonan Jiacuo 索南嘉措                                                    | Sönam Gyatsho | (bsod nams rgya mtsho)                                    | (1543–1588)                   | Gelug-Schule, 3. Dalai Lama |
| 140. | Yundan Jiacuo 云丹嘉措                                                    | Yönten Gyatsho | (yon tan rgya mtsho)                                      | (1589–1617)                   | Gelug-Schule, 4. Dalai Lama |
| 141. | Luosang Jiacuo 罗桑嘉措                                                   | Ngawang Lobsang Gyatsho | (ngag dbang blo bzang rgya mtsho)                         | (1617–1682)                   | Gelug-Schule, 5. Dalai Lama |
| 142. | Cangyang Jiacuo 仓央嘉措                                                  | Tshangyang Gyatsho | (tshangs dbyangs rgya mtsho)                              | (1682–1706)                   | Gelug-Schule, 6. Dalai Lama |
| 143. | Gasang Jiacuo 噶桑嘉措                                                    | Kelsang Gyatsho | (bskal bzang rgya mtsho)                                  | (1708–1757)                   | Gelug-Schule, 7. Dalai Lama |
| 144. | Qiangbai Jiacuo 强白嘉措                                                  | Jampel Gyatsho | ('jam dpal rgya mtsho)                                    | (1758–1804)                   | Gelug-Schule, 8. Dalai Lama |
| 145. | Longduo Jiacuo 隆朵嘉措                                                   | Lungtog Gyatsho | (lung rtogs rgya mtsho)                                   | (1805–1815)                   | Gelug-Schule, 9. Dalai Lama |
| 146. | Chuchen Jiacuo 楚臣嘉措                                                   | Tshülthrim Gyatsho | (tshul khrims rgya mtsho)                                 | (1816–1837)                   | Gelug-Schule, 10. Dalai Lama |
| 147. | Kezhu Jiacuo 克珠嘉措                                                     | Khedrub Gyatsho | (mkhas grub rgya mtsho)                                   | (1838–1856)                   | Gelug-Schule, 11. Dalai Lama |
| 148. | Chenglie Jiacuo 程列嘉措                                                  | Thrinle Gyatsho | (‘phrin las rgya mtsho)                                   | (1856–1875)                   | Gelug-Schule, 12. Dalai Lama |
| 149. | Tudan Jiacuo 图旦嘉措                                                     | Thubten Gyatsho | (thub bstan rgya mtsho)                                   | (1876–1933)                   | Gelug-Schule, 13. Dalai Lama |
| 150. | Kezhu Jie Gelei Basangbu 克珠杰•格勒巴桑布                                | Khedrub Je Geleg Pelsang | (mkhas grub dge legs dpal bzang po)                       | (1385–1438)                   | Gelug-Schule, 1. Penchen Lama |
| 151. | Ensa Suonan Qulang 恩萨•索南曲朗                                          | Sönam Choglang | (bsod nams phyogs kyi glang po, bsod nams phyogs glang)   | (1438–1505)                   | Gelug-Schule, 2. Penchen Lama |
| 152. | Ensa Luosang Dongzhu 恩萨•罗桑东珠                                        | Wensa Lobsang Döndrub | (dben sa blo bzang don grub)                              | (1505–1568)                   | Gelug-Schule, 3. Penchen Lama |
| 153. | Luosang Queji Jianzan 罗桑却吉坚赞                                        | Lobsang Chökyi Gyeltshen | (blo bzang chos kyi rgyal mtshan)                         | (1570–1662)                   | Gelug-Schule, 4. Penchen Lama |
| 154. | Luosang Yixi 罗桑益西                                                     | Lobsang Yeshe | (blo bzang ye shes)                                       | (1663–1737)                   | Gelug-Schule, 5. Penchen Lama |
| 155. | Luosang Badan Yixi 罗桑巴丹益西                                           | Lobsang Pelden Yeshe | (dpal ldan ye shes)                                       | (1738–1780)                   | Gelug-Schule, 6. Penchen Lama |
| 156. | Danbai Nima 丹白尼玛                                                      | Tenpe Nyima | (bstan pa'i nyi ma)                                       | (1782–1853)                   | Gelug-Schule, 7. Penchen Lama |
| 157. | Danbai Wangxiu 丹白旺秀                                                   | Tenpe Wangchug | (bstan pa'i dbang phyug)                                  | (1854/1855–1882)              | Gelug-Schule, 8. Penchen Lama |
| 158. | Luosang Queji Nima 罗桑却吉尼玛                                           | Thubten Chökyi Nyima | (thub bstan chos kyi nyi ma)                              | (1883–1937)                   | Gelug-Schule, 9. Penchen Lama |
| 159. | Daci Fawang Shijia Yeshe 大慈法王•释迦益西                                | Chamchen Chöje Shakya Yeshe | (byams chen chos rje shAkya ye shes)                      | (1354–1435)                   | Gelug-Schule, Dharmakönig der Großen Barmherzigkeit |
| 160. | Jiangyang Quejie Zhaxi Beidan 绛央却杰•扎西贝丹                           | Jamyang Chöje Trashi Pelden | ('jam dbyangs chos rje bkra shis dpal ldan)               | (1379–1449)                   | Gelug-Schule, Gründer des Drepung-Klosters |
| 161. | Daodan Jiangbai Jiacuo 道丹•绛白嘉措                                      | Togden Jampel Gyatsho | (rtogs ldan 'jam dpal rgya mtsho)                         | (1356–1428)                   | Gelug-Schule, Tsongkhapa-Schüler |
| 162. | Chake Kanqin Awang Zhaba 察科堪钦•阿旺扎巴                                | Tshakho Khenchen Ngawang Dragpa | (tsha kho mkhan chen ngag dbang grags pa)                 |                               | Gelug-Schule |
| 163. | Rongqin Gedun Jianzan 绒钦•格敦坚赞                                       | Rongchen Gendün Gyeltshen | (rong chen dge 'dun rgyal mtshan)                         | (1374–1450)                   | Gelug-Schule |
| 164. | Xirao Sengge 喜饶僧格                                                     | Sherab Sengge | (shes rab seng ge)                                        | (1383–1445)                   | Gelug-Schule, Gründer des Unteren Tantra-Kollegs (Gyüme) |
| 165. | Jiangsan Xirao Sangbu 绛散喜饶桑布                                        | Jangsem Sherab Sangpo | (byang sems shes rab bzang po)                            | (1395–1457)                   | Gelug-Schule, Gründer des Klosters Chamdo Champa Ling |
| 166. | Basuo Queji Jianzan 巴索•却吉坚赞                                         | Baso Chökyi Gyeltshen | (ba so chos kyi rgyal mtshan)                             | (1402–1473)                   | Gelug-Schule |
| 167. | Zhuqin Queji Duojie 珠钦•却吉多杰                                         | Drubchen Chökyi Dorje | (grub chen chos kyi rdo rje)                              | (15. Jh.)                     | Gelug-Schule |
| 168. | Jiawa Pabala 嘉哇帕巴拉                                                   | Gyelwa Phagpa Lha | (rgyal ba 'phags pa lha)                                  | (1439–1487)                   | Gelug-Schule, 1. Chamdo Phagpa Lha (chab mdo 'phags pa lha) |
| 169. | Banqin Suonan Zhaba 班钦•索南札巴                                         | Penchen Sönam Dragpa | (pan chen bsod nams grags pa)                             | (1478–1554)                   | Gelug-Schule |
| 170. | Kezhu Sangjie Yixi 克珠桑杰益西                                           | Khedrub Sanggye Yeshe | (mkhas grub sangs rgyas ye shes)                          | (1525–1591)                   | Gelug-Schule, Tutor des 4. Penchen Lama Lobsang Chökyi Gyeltshen (1570–1662) |
| 171. | Eqige lama Lazun Naiji Tuoyin 厄其格喇嘛拉尊•乃济托因                     | Neyiči Toyin |                                                           |                               | Gelug-Schule, hoher Geistlicher aus dem mongolischen Oiraten-Stamm |
| 172. | Quezang Nanjie Banjue 却藏•南杰班觉                                       | Chusang Namgyel Peljor | (chu bzang rnam rgyal dpal 'byor)                         | (1578–1651)                   | Gelug-Schule, Gründer des Chusang-Klosters (chu bzang dgon) in Qinghai |
| 173. | Danma Cuichen Jiacuo 丹麻•崔臣嘉措                                        | Denma Tshülthrim Gyatsho | ('dan ma tshul khrims rgya mtsho)                         | (1587–1664)                   | Gelug-Schule, Denma Drubchen ('dan ma grub chen) |
| 174. | Zaya Bandida Nanka Jiacuo 咱雅班智达•南喀嘉措                             | Zaya Pandita Namkha Gyatsho | (Zaya Pandita Nam-mkha'i-rgya-mtsho / Namkhaijantsan)     | (1599–1662)                   | Gelug-Schule, hoher Geistlicher aus dem mongolischen Oiraten-Stamm |
| 175. | Xiaricang Gedan Jiacuo 夏日仓•噶丹嘉措                                    | Shartshang Kelden Gyatsho | (shar tshang skal ldan rgya mtsho)                        | (1607–1677)                   | Gelug-Schule, 1. Shartshang Rinpoche |
| 176. | Duoju Jiacuo 多居嘉措                                                     | Dawa Gyatsho (oder Tongkhor Dawa Gyeltshen (stong 'khor zla ba rgyal mtshan) ?)                                                                         | (zla ba rgya mtsho)                                       | (1476–1556)                   | Gelug-Schule, Tongkhor-Kloster (Dongke’er si 东科尔寺) in Qinghai, 1. Tongkhor Rinpoche (Kuutuktu)                                                                              |
| 177. | Yishi Minzhur huofo he Ershi Minzhur huofo 一世敏珠尔活佛和二世敏珠尔活佛 | Erster und Zweiter Trülku der Mindröl (smin grol)-Inkarnationslinie (chin. Minzhu'er Hutuketu) des Tsenpo-Klosters (Serkog-Klosters; chin. Guanghui si) |                                                           |                               | Gelug-Schule # Thrinle Lhündrub ('phrin las lhun grub) (1622–1699) und Lobsang Tendzin Gyatsho (blo bzang bstan 'dzin rgya mtsho) (1700–1736)                                   |
| 178. | Ajia Xirao Sangbo 阿嘉•喜饶桑波                                           | Akya Sherab Sangpo | (a kya shes rab bzang po)                                 | (1633–1707)                   | Gelug-Schule, 1. Akya Rinpoche, Abt des Kumbum-Klosters (Ta'er si 塔尔寺) |
| 179. | Jianaba Awang Luozhe Jiacuo 嘉纳巴•阿旺洛哲嘉措                           | Ngawang Lodrö Gyatsho | (ngag dbang blo gros rgya mtsho)                          | (1635–1688)                   | Gelug-Schule, 44. Ganden Tripa (1682–1685), dGa' ldan siregetü khutukhtu |
| 180. | Luosang Danbei Jianzan 罗桑丹贝坚赞                                       | Lobsang Tenpe Gyeltshen, Zanabazar | (blo bzang bstan pa'i rgyal mtshan)                       | (1635–1723)                   | Gelug-Schule, 1. Jebtsundamba Khutukhtu (rje btsun dam pa ho thog thu) |
| 181. | Zhangjia Awang Luosang Quedan 章嘉•阿旺洛桑却丹                           | Cangkya Ngawang Lobsang Chöden | (lcang skya ngag dbang blo bzang chos ldan)               | (1642–1714)                   | Gelug-Schule, 2. Cangkya Qutuqtu |
| 182. | Zanya Bandida Luosang Chilie 咱雅班智达•罗桑赤列                          | Zaya Pandita Luvsanperenlei | (blo bzang 'phrin las)                                    | (1642–1715)                   | Gelug-Schule, 1. Chalch Zaja Pandita, Luwsanperenlei (1642–1715) (nicht zu verwechseln mit Zaya Pandita Namchaiiantsan (1599–1662))                                             |
| 183. | Jiamuyang Huaxiu Awang Zongzhe 嘉木样•华秀•阿旺宗哲                       | Jamyang Shepa Ngawang Tsöndrü | ('jam dbyangs bzhad pa ngag dbang brtson 'grus)           | (1648–1721/22)                | Gelug-Schule, Kloster Labrang gegr. 1709 vom 1. Jamyang Shepa Ngawang Tsöndrü                                                                                                   |
| 184. | Awang Luosang Danbei Jianzan 阿旺罗桑丹贝坚赞                             | Ngawang Lobsang Tenpe Gyeltshen | (ngag dbang blo bzang bstan pa'i rgyal mtshan)            | (1660–1728)                   | Gelug-Schule, 3. Trülku der Lamo-Inkarnationslinie (Chaghan Nominhan; tib. Zhabs drung dkar po, chin. Baifo)                                                                    |
| 185. | Luosang Nanjia 罗桑南嘉                                                   | Lobsang Namgyel | (blo bzang rnam rgyal)                                    | (1670–1741)                   | Gelug-Schule |
| 186. | Jianzha Awang Quedan 尖扎•阿旺却丹                                        | Centsha Ngawang Chogden | (gcan tsha ngag dbang mchog ldan)                         | (1677–1751)                   | Gelug-Schule, 1. Radreng Rinpoche (Reting Rinpoche), wurde 1719 Khenpo der Unteren Tantrischen Fakultät (Gyüme; rgyud smad grva tshang)                                         |
| 187. | Tuguan Awang Queji Jiacuo 土观•阿旺却吉嘉措                               | Thuken Ngawang Chökyi Gyatsho | (Thu'u bkyan ngag dbang chos kyi rgya mtsho)              | (1680–1736)                   | Gelug-Schule, 2. Thuken Hutuktu in der Hauptstadt Peking residierender Kuutuktu der Qing-Zeit                                                                                   |
| 188. | Pujue Awang Jiangba 普觉•阿旺强巴                                         | Phurchog Ngawang Champa | (phur lcog ngag dbang byams pa)                           | (1682–1762)                   | Gelug-Schule; Purbu Chog (phur bu lcog) |
| 189. | Seqin Qujie Jinba Jiacuo 色钦曲杰•金巴嘉措                                | Sechen Chöje Chinpa Gyatsho | (se chen chos rje sbyin pa rgya mtsho)                    |                               | Gelug-Schule, Bazhou-Kloster (ba'i jo dgon bzw. bA jo'i dgon bstan pa dar rgyas gling) im heutigen Kreis Minhe in Qinghai Province                                              |
| 190. | Morgen Lama Awang Luozhe 墨尔根喇嘛阿旺罗哲                               | Mergen Lama Ngawang Lodrö | (me rgan bla ma ngag dbang blo gros)                      |                               | Gelug-Schule |
| 191. | Zhuoni Awang Chenglie Jiacuo 卓尼•阿旺程列嘉措                            | Chone Ngawang Thrinle Gyatsho | (co ne ngag dbang 'phrin las rgya mtsho)                  | (1688–1738)                   | Gelug-Schule |
| 192. | Saichi Luosang Danbai Nima 赛赤•洛桑丹白尼玛                              | Serthri Lobsang Tenpe Nyima | (gser khri blo bzang bstan pa'i nyi ma)                   | (1689–1772)                   | Gelug-Schule, 2. Serthri Rinpoche, Lamo-Dechen-Kloster |
| 193. | Songba Yixi Banjue 松巴•益西班觉                                          | Sumpa Yeshe Peljor (Sumpa Khenpo) | (sum pa ye shes dpal ’byor)                               | (um 1704–1787 oder 1788),     | Gelug-Schule, Amdo Erdini Pandita der Qing-Zeit |
| 194. | Kenqin Gedun Jiacuo 堪钦•格敦嘉措                                         | Khenchen Gendün Gyatsho | (mkhan chen dge 'dun rgya mtsho)                          | (1679–1765)                   | Gelug-Schule |
| 195. | Yongzeng Banzhida Yixi Jianzan 雍增班智达•益西坚赞                        | Yongdzin Pandita Yeshe Gyeltshen | (yongs 'dzin pandita ye shes rgyal mtshan)                | (1713–1793)                   | Gelug-Schule, Tutor des 8. Dalai Lama, gründete das Kloster Trashi Samten Ling (bkra shis bsam gtan gling) in Gyirong südlich von Lhasa                                         |
| 196. | Zhangjia Ruobai Duojie 章嘉•若白多杰                                      | Cangkya Rölpe Dorje | (lcang skya rol pa'i rdo rje)                             | (1717–1786)                   | Gelug-Schule, 3. Cangkya Qutuqtu |
| 197. | Jiamuyang Guanque Jinmei Wangbu 嘉木样•官却晋美旺布                       | Jamyang Könchog Jigme Wangpo | ('jam dbyangs dkon mchog 'jigs med dbang po)              | (1728–1791)                   | Gelug-Schule, 2. Jamyang Shepa |
| 198. | Longduo Lama Awang Luosang 隆多喇嘛•阿旺罗桑                              | Longdöl Lama Ngawang Lobsang | (klong rdol bla ma ngag dbang blo bzang)                  | (1719–1794)                   | Gelug-Schule |
| 199. | Tuguan Luosang Queji Nima 土观•洛桑却吉尼玛                               | Thuken Lobsang Chökyi Nyima | (thu'u bkyan bLo bzang chos kyi nyi ma)                   | (1737–1802)                   | Gelug-Schule, 3. Thuken Hutuktu |
| 200. | Cang Banzhida Danba Jiacuo 藏班智达•丹巴嘉措                              | Tsang Pandita Tenpe Gyatsho | (gtsang pandita bstan pa'i rgya mtsho)                    | (1737–1780)                   | Gelug-Schule, Tsang Pandita, Gründer des Klosters Tsanggar-Klosters (chin. Shizang si 石藏寺)                                                                                   |
| 201. | Zari Lama Awang Dongzhu 咱日喇嘛•阿旺东珠                                 | Tsari Lama Ngawang Döndrub | (tsA ri bla ma ngag dbang don grub)                       | (1748–1797)                   | Gelug-Schule |
| 202. | Bobao Xiangqu Quepei 波薄•香曲却佩                                        | Bowor Changchub Chöphel | (spo 'bor byang chub chos 'phel)                          | (1756–1838)                   | Gelug-Schule, Lithang in Sichuan |
| 203. | Hezuo Saichi Luosang Jianzan Sengge 合作赛赤•洛桑坚赞僧格                 | Tsö Thritrül Lobsang Gyeltshen Sengge | (gtsos khri sprul blo bzang rgyal mtshan seng ge)         | (1757–1849)                   | Gelug-Schule, 53. Ganden Thripa, Hezuo-Kloster (Hezuo si 合作寺 / dga' ldan chos gling dgon), Erdeni Pandita                                                                    |
| 204. | Xiangsa Banzhida Luosang Dajie Jiacuo 香萨班智达•罗桑达杰嘉措             | Shingsa Pandita Lobsang Dargye Gyatsho | (shing bza' pandi ta blo bzang dar rgyas rgya mtsho)      | (1759–1824)                   | Gelug-Schule, 2. Shingsa Rinpoche (shing bza'), Kanjur-Druck im 1769 gegründeten Ragya-Kloster (rva rgya dgon pa; chin. Ljia si 拉加寺), im Ort Ragya, Maqên (Machen), Qinghai, |
| 205. | Gongtang Gongque Danbai Zhongmei 贡唐•贡却丹白仲美                        | Gungthang Könchog Tenpe Drönme | (Gung thang dkon mchog bstan pa'i sgron me)               | (1762–1823)                   | Gelug-Schule, 3. Gungthang Rinpoche vom Kloster Labrang |
| 206. | Amang Banzhida Gongque Jianzan 阿莽班智达•贡却坚赞                        | Belmang Pandita Könchog Gyeltshen | (dbal mang dkon mchog rgyal mtshan)                       | (1764–1853)                   | Gelug-Schule |
| 207. | Awang Luosang Danbei Jianzan 阿旺洛桑丹贝坚赞                             | Ngawang Lobsang Tenpe Gyeltshen | (ngag dbang blo bzang bstan pa'i rgyal mtshan)            | (1770–1845)                   | Gelug-Schule, Changlung Pandita |
| 208. | Saikangba Luosang Danzeng Jiacuo 赛康巴•罗桑丹增嘉措                      | Serkhangpa Lobsang Tendzin Gyatsho (Lama Serkhangpa) | (gser khang pa blo bzang bstan 'dzin rgya mtsho)          | (1780–1848)                   | Gelug-Schule |
| 209. | Qiongnuo Luosang Longzhu 琼诺•洛桑龙珠                                    | Khyungro Lobsang Lhündrub | (khyung ro blo bzang lhun grub)                           | (1782–1847)                   | Gelug-Schule, Tutor des 11. Dalai Lama, 74. Ganden Thripa |
| 210. | Taxiu Gedun Qujun Jiacuo 塔秀•格敦曲郡嘉措                                | Tharshül Gedün Chökyong Gyatsho | (thar shul dge 'dun chos skyong rgya mtsho)               | (1810–1888)                   | Gelug-Schule, 4. Tharshül Rinpoche |
| 211. | Saiduo Luosang Cichen Jiacuo 赛朵•罗桑慈臣嘉措                            | Sertog Lobsang Tshülthrim Gyatsho | (gser tog blo bzang tshul khrims rgya mtsho)              | (1845–1914)                   | Gelug-Schule |
| 212. | Xiamar Banzhida Gedun Danzeng Jiacuo 夏玛尔班智达•格敦丹增嘉措            | Shamar Pandita Gendün Tendzin Gyatsho | (shwa dmar dge 'dun bstan 'dzin rgya mtsho)               | (1852–1912)                   | Gelug-Schule, 4. Amdo Shamar (a mdo zhwa dmar), Gründer des Klosters Detsa Tashi Choding (d+hi tsha bkra shis chos sdings); chin. Zhizha Shang si 支扎上寺 in Hualong, Qinghai  |
| 213. | Pawangkaba Qiongba Danzeng Chenglie 帕旺喀巴•强巴旦增程列                 | Phabongkhapa Jampa Tendzin Thrinle | (Pha bong kha pa Byams pa bstan 'dzin phrin las)          | (1878–1941)                   | Gelug-Schule, Phabongkha Rinpoche |
| 214. | Gedang Jingshi Luosang Huadan 格当经师•罗桑华丹                           | Yongdzin Lobsang Pelden | (yongs 'dzin blo bzang dpal ldan)                         | (1881–1944)                   | Gelug-Schule, Giteng-Kloster (Gedang si 格当寺; sgis steng dga' ldan chos 'phel gling)                                                                                          |
| 215. | Daowei Gexi Xirao Jiacuo 道帏格西•喜饶嘉措                                | Dobi Geshe Sherab Gyatsho | (rdo sbis dge bshes shes rab rgya mtsho)                  | (1884–1968)                   | Gelug-Schule |
| 216. | Zhangjia Luosang Huadan Danbai Zhongmei 章嘉•罗桑华丹旦白仲美             | Cangkya Lobsang Pelden Tenpe Drönme | (lcang skya blo bzang dpal ldan bstan pa'i sgron me)      | (1890-1957)                   | Gelug-Schule, 7. Cangkya Qutuqtu |
| 217. | Fazun fashi 法尊法师                                                      | Fazun |                                                           | (1902–1980)                   | Gelug-Schule |
| 218. | Caidan Xiarong Jinmei Roubai Luozhe 才旦夏茸•晋美柔白罗哲                 | Tsheten Shabdrung Jigme Rigpe Lodrö | (tshe tan zhabs drung 'jigs med rig pa'i blo gros)        | (1910–1985)                   | Gelug-Schule, Tsheten Shabdrung Rinpoche (Tshe tan Zhabs drung), Tsheten-Kloster                                                                                                |
| 219. | Tudan Jiangbai Yixi Danba Jianzan 图旦绛白益西丹巴坚赞                    | Thubten Jampel Yeshe Tenpe Gyeltshen | (thub bstan 'jam dpal ye shes bstan pa'i rgyal mtshan)    | (1912–1947)                   | Gelug-Schule, 5. Radreng Rinpoche |
| 220. | Juba Kansu Jianbai Chilie 居巴堪苏•坚白赤列                               | Gyepa Khensur Jampel Thrinle | (rgyas pa mkhan zur 'jam dpal phrin las)                  | (1913–1984)                   | Gelug-Schule |